# Астратово (Горайская волость)
Астратово — деревня в Горайской волости Островского района Псковской области.
Расположена на левом берегу реки Верша, в 32 км к югу от города Остров и в 8 км к югу от волостного центра, деревни Крюки.
Численность населения деревни по состоянию на 2000 год составляла 1 человек.
До 3 июня 2010 года деревня входила в состав ныне упразднённой Синерецкой волости с центром в д.Гривы.